# SV Berlin-Buch

Historisches Logo der BSG ADW Berlin

Der SV Berlin-Buch e.V. ist ein Sportverein (SV) im gleichnamigen Ortsteil des Berliner Bezirks Pankow.
Er wurde als Nachfolger der BSG Akademie der Wissenschaften im Jahr 1990 gegründet. Im Jahr 2007 hatte der Verein etwa 500 Mitglieder, welche überwiegend aus den angrenzenden Ortsteilen Berlins und den Nachbargemeinden Brandenburgs stammen. Das sportliche Angebot erstreckt sich auf die Sportarten Aerobic, Badminton, Basketball, Gymnastik, Fußball, Karate, Kraftsport, Leichtathletik, Ringen, Tennis und Volleyball.
Neben dem SV Berlin-Buch beruft sich auch der Ende 1990 gegründete Berliner Sportverein Akademie der Wissenschaften auf die Geschichte der BSG AdW.

## Kraftsport
Die erfolgreichste Abteilung des Vereins ist der Kraftsport. Hier errangen mehrere Mitglieder nationale und internationale Titel und Medaillen:
- Jan Bast, Weltmeister Bankdrücken 2006, Klasse bis 90 kg / Deutscher Meister 2004
- Matthias Marten, Welt- und Europameister im Bankdrücken 2007, Klasse bis 110 kg
- Sven Raskin, Dritter bei Deutscher Meisterschaft im Bankdrücken 2004, Klasse bis 100 kg

In den Jahren 2005 und 2006 wurde der Verein Erster der Bundesliga Bankdrücken. 2007 trat man nicht an. Seit dem 14. Oktober 2006 ist die Mannschaft des Vereins Inhaber des deutschen Rekords im Bankdrücken mit einer Last von 622,5 Punkten.